# 周边抑制
周边抑制（英語：surround suppression）最初是指感受野周边的刺激会抑制相应视网膜神经元的活动，被人们认为是初级视皮质的朝向选择性的基础。
后来的研究者发现，在知觉层面也能观察到周边抑制的现象，即中央刺激被外周刺激包围时，对其对比度的主观知觉会低于中央刺激单独呈现时的主观对比度知觉。
神经元水平与知觉水平上的这种对中心的感知被周边所抑制的现象，统称为周边抑制。